# Björn Ekblom (diplomat)
Karl Yngve Björn Ekblom, född 4 februari 1938 i Helsingfors, död 25 mars 2013 i Mariehamn, var en finländsk diplomat.
Ekblom blev politices magister 1964. Han kom till utrikesministeriet 1965 och tjänstgjorde bland annat i flera repriser i Genève samt vid FN-representationen i New York. Han var 1991–1995 Finlands första ambassadör i Pretoria och 1995–1998 ständig representant vid FN i Genève samt 1998–2000 ambassadör i Ankara.
Ekblom ägnade en stod del av sin karriär åt konferensdiplomatin. Han ledde 1989–1991 i egenskap av biträdande avdelningschef vid utrikesministeriets handelspolitiska avdelning den finländska förhandlingsdelegationen vid GATT:s Uruguayrunda.
Han utgav 1992 boken Galjonsfiguren, en utredning av gåtan om den försvunna stävprydnaden på Gustaf Erikssons bark Lawhill. Hans memoarer utkom 2004 under titeln Illusioner & realiteter.